# Pakandangan Sangra
Pakandangan Sangra is een bestuurslaag in het regentschap Sumenep van de provincie Oost-Java, Indonesië. Pakandangan Sangra telt 2655 inwoners (volkstelling 2010).